# Johan Börjesson
Johan Börjesson, född 22 mars 1790 i Tanums socken i Bohuslän, död 6 maj 1866 i Uppsala, var en svensk präst och dramatiker samt ledamot av Svenska Akademien 1859-1866, stol 3. 

## Biografi
Börjesson var son till en bonde men systerson till biskop Johan Wingård, vilket underlättade föräldrarnas beslut att låta sonen studera.
Han var sedan 1823 gift med Fredrika Gustava Fock, dotter till landshövding Berndt Wilhelm Fock, och blev i äktenskapet far till konstnären Agnes Börjesson.
1808 skrevs han in som student vid Uppsala universitet, och 1815 tog han sin examen. Börjesson blev redan vid sin ankomst till Uppsala medlem i Auroraförbundet och deltog flitigt i förbundets verksamhet, även om han inte var någon av dess mest framstående skribenter. 1814 vann han Kungliga Vetenskaps- och Vitterhets-Samhällets i Göteborg högsta pris för skaldestycket Aphrodite och blev samma år medarbetare i Per Daniel Amadeus Atterboms poetiska kalender. 
Johan Börjesson besöktes i början av 1860-talet i Veckholms prästgård av den brittiske godsägaren Horace Marryat, som 1862 utgav en resebeskrivning, One year in Sweden (svensk översättning 1863). Han hade av kyrkoherdens dotter fått berättat för sig en del lokala sägner, och av Börjesson själv inbjudits att övernatta och beskåda de nyupptäckta valvmålningarna i Kungs-Husby kyrka.

### Prästgärning

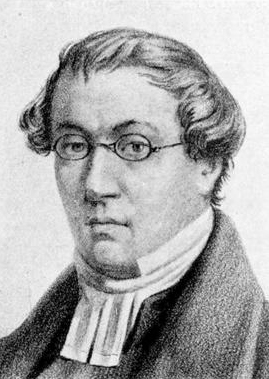
Johan Börjesson (c:a 1820) som präst i illustration i Svenskt biografiskt lexikon.

År 1816 prästvigdes han och blev kort därefter adjunkt i Uppsala domkyrkoförsamling och 1820 domkyrkosyssloman. Efter pastoralexamen fick han 1821 hovpredikants fullmakt. Samtidigt var han litteraturkritiker i Svensk litteraturtidning och utgav 1820 ett större skaldestycke, Skapelsen i sånger, som fick hård kritik av andra författare, exempelvis av övriga fosforister och delvis innebar en brytning med de gamla och ett längre uppehåll med författandet från Börjessons sida. År 1828 utnämndes han till kyrkoherde i Veckholms, Kungs-Husby och Torsvi pastorat och 1840 blev han prost. I samband med Oscar I:s kröning 1844 upphöjdes han till teologie doktor.

### Dramatik
År 1846 utkom han efter ett längre uppehåll med det historiska skådespelet Erik den fjortonde, som i februari samma år gick upp på scenen och genomgående möttes med uppskattning. Därefter följde en rad pjäser såsom Erik den fjortondes son (1847), Solen sjunker, Gustaf I:s sista dagar (1856), Ur Karl XII:s ungdom (1858), Brödraskulden och Erik den Fjortonde, senare avdelningen (1861). Han återupptog även sitt lyriska författarskap; 1849 utgav han anonymt Kärlek och poesi, och 1854 kom Blommor och tårar på en dotters grav. Börjesson hade precis avslutat ett nytt skådespel, En sammansvärjning i Rom, när han avled våren 1866.
Makarna Börjesson är begravda på Veckholms kyrkogård.